# Mert Kuyucu
Mert Kuyucu (* 11. Mai 2000 in Hamburg) ist ein deutsch-türkischer Fußballspieler.

## Karriere
Nachdem Kuyucu vom FC Türkiye Wilhelmsburg zum FC St. Pauli gewechselt war, absolvierte er in der Saison 2016/17 seine ersten Spiele in der B-Junioren-Bundesliga und A-Junioren-Bundesliga. In der Saison 2018/19 machte er sein Debüt für die Reservemannschaft in der Regionalliga Nord am 14. Oktober 2018 gegen den VfL Wolfsburg II, als er in der 66. Spielminute eingewechselt wurde. Das Spiel wurde 1:3 verloren. In der Saison 2019/20 wurde er Stammspieler der Reservemannschaft und gab am 16. Spieltag der 2. Bundesliga, dem 8. Dezember 2019 sein Startelfdebüt gegen den SSV Jahn Regensburg, welches 1:0 verloren wurde.
In der Saison 2020/21 stand Kuyucu ausschließlich im Kader der zweiten Mannschaft. Er absolvierte 5 Regionalligaspiele, ehe die Spielzeit aufgrund der COVID-19-Pandemie nicht mehr fortgeführt werde konnte, und verließ den Verein nach dem Saisonende mit seinem Vertragsende und wechselte mit einem einjährigen Vertrag zur U21-Mannschaft des 1. FC Köln.
Nach dem Ende der Saison 2021/22 wechselte Kuyucu zum türkischen Zweitligisten Manisa FK. Nachdem er in der Hinrunde der Saison 2022/23 kaum zum Einsatz gekommen war, wurde er bis zum Saisonende an den Viertligisten Karaman FK verliehen.